# Abel Araujo
Abel Alexander Araujo Cortez (San Lorenzo, 15 de enero de 1994) es un futbolista ecuatoriano que juega de volante o media punta en el América de Quito de la Serie B de Ecuador.

## Trayectoria
Salió por las formativas de Gualaceo Sporting Club, luego pasó por las reservas de Independiente del Valle y luego el joven delantero, que la ‘rompió’ en segunda categoría con Clan Juvenil y fue el goleador de su equipo en 2015 A sus 22 años, ha sido goleador en Club Deportivo Clan Juvenil y vicecampeón con Independiente del Valle. Ahora busca sitio en el Bombillo Club Sport Emelec

### Club Sport Emelec
Llegó al equipo azul, como refuerzo para la segunda etapa. 
Ya ha debutado con la camiseta del Bombillo frente a Deportivo Cuenca. “Gracias a Dios me fue bien en los minutos que me tocó jugar. Ingresé con nervios, pero me concentré en entregar bien la pelota y agarré confianza” dijo Araujo a diario EXTRA, quien es considerado como una ‘joya’ porque es rápido y hábil con la pelota. 
El joven es un goleador en potencia que se mueve desde la media cancha hacia delante y la mete como sea. El DT, Alfredo Arias, confía en las condiciones de Araujo. De hecho, apenas lo vio pidió que lo inscribieran en el torneo nacional y la Copa Sudamericana. 
“Cuando me hablaron de la posibilidad de venir a Emelec, acepté gustoso porque creo que acá puedo triunfar”, señaló el deportista.
Su Primer gol lo anota contra Fuerza Amarilla saltó de la banca de suplentes y en el primer balón que tocó fue para anotar su primer tanto con la camiseta del Club Sport Emelec.

## Clubes
| Club                                         | País    | Año         | Part | Goles | Asistencias |
| -------------------------------------------- | ------- | ----------- | ---- | ----- | ----------- |
| Gualaceo Sporting Club (Segunda Categoría)   | Ecuador | 2011 - 2012 | 9    | 4     | 2           |
| Independiente del Valle (Sub-18 y Serie "A") | Ecuador | 2012 - 2013 | 38   | 11    | 2           |
| Orense Sporting Club (Segunda Categoría)     | Ecuador | 2014        | 16   | 6     | 0           |
| Independiente del Valle (Serie "A")          | Ecuador | 2014        | 19   | 13    | 3           |
| Clan Juvenil (Segunda Categoría y Serie "B") | Ecuador | 2015 - 2016 | 52   | 24    | 5           |
| Club Sport Emelec (Serie "A")                | Ecuador | 2016 - 2017 | 4    | 2     | 0           |
| Deportivo Cuenca (Serie "A")                 | Ecuador | 2017        | 0    | 0     | 0           |
| América de Quito                             | Ecuador | 2021 - act. | 0    | 0     | 0           |

## Palmarés

### Campeonatos nacionales
| Título            | Club         | País    | Año  |
| ----------------- | ------------ | ------- | ---- |
| Segunda Categoría | Clan Juvenil | Ecuador | 2015 |